# ليميناريا (كافالا)
{{coord|40|37|40|N|24|34|36|E|region:GR-55_type:city(2452)}}

ليميناريا (Λιμενάρια) هي مدينة في كافالا في مقاطعة فوريا إلادا في اليونان.